# Guayos

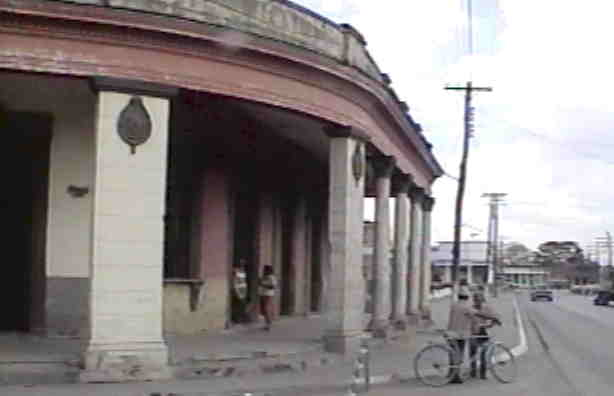
Vista del Pueblo de Guayos.

Guayos es un consejo popular y localidad del municipio Cabaiguán en la provincia de Sancti Spíritus, Cuba.

## Geografía
Ubicado en la región central de Cuba, a escasos 22 km del centro geográfico de la isla; sus coordenadas geográficas son 22° 2' 59" norte, 79° 27' 44" oeste. La ciudad de La Habana, capital del país se ubica a 373 km de distancia de Guayos, y la ciudad de Sancti Spíritus, capital provincial y una de las 7 primeras villas fundadas en Cuba, se encuentra a tan solo 13 km de distancia de Guayos.
El pueblo de Guayos se encuentra a una altitud de 96 m s. n. m. Su población sobrepasa los 15 000 habitantes. Su población está compuesta mayoritariamente por descendientes de las islas españolas de Canarias. A los habitantes de Guayos se les nombra guayenses.

## Toponimia
El nombre de Guayos le fue dado al pueblo por una arboleda compuesta por ejemplares del mismo nombre que se encontraba en el lugar donde hoy se ubica el pueblo, y que sirviera de lugar de descanso a los viajeros y caminantes que por allí cruzaban.
La carretera central y la línea central del ferrocarril que corren a lo largo de toda la isla conectan a Guayos con todas las provincias y sus capitales, incluyendo la capital del país, así como con otros pueblos de la isla. El puente elevado de 280 m de longitud de la carretera central sobre la línea del ferrocarril en Guayos ha devenido símbolo del pueblo.

## Economía
Guayos se encuentra en una región mayormente agrícola. La caña de azúcar y el tabaco se cultivan ampliamente en los alrededores de Guayos-
Donde se encontraba el complejo agrícola industrial CAI "Remberto Abad Alemán", antiguamente conocido como central "La Vega" (propiedad de la Tuinucú Sugar Company, dirigido por la familia Rionda), pero entre 2002 y 2005 en Cuba se realizó un proceso de desmantelamiento de centrales azucareros, siendo así que donde anteriormente se encontraba el CAI, se construyó una fábrica destinada a la producción de pastas alimenticias.
Es sede del Centro Nacional de Hibridación de la Caña de azúcar de gran relevancia en estudios científicos para el mejoramiento de la caña de azúcar, apostando por el perfeccionamiento del trabajo de cruzamiento con las floraciones de la gramínea en la montaña y el llano para consolidar el programa varietal cañero. Se localiza sobre la carretera a Tres Palmas Km 1.5.
Cuenta con un Combinado Tabacalero y una fábrica de tabacos para la exportación bajo el código CNE.
En las afueras de Guayos se encuentra la cantera Nieves Morejón, desde la cual se extraen piedras calizas para la producción de cemento blanco en la cercana fábrica de Siguaney. Contiguo a esta cantera se ubica un centro penitenciario de alta seguridad de carácter nacional.

## Educación
Guayos cuenta con un Círculo Infantil "Sueños de Martí", cuatro escuelas de educación primaria (Coronel Quincoso, Remberto Abad Alemán) y una escuela de educación secundaria ESBU "Eliseo Reyes" que cubren las necesidades educacionales de los guayenses. Además, cuenta con otras instalaciones de cultura y recreación, tales como:
- Biblioteca Ramón Balboa.
- Casa de la Cultura de Guayos.
- Casa museo dedicado a Elcire Pérez González, joven luchador revolucionario estudiantil que se enfrentó a la tiranía de Fulgencio Batista.
- Cine Teatro para proyecciones cinematográficas y representaciones teatrales.
- Sala de video.
- Joven Club de Computación.

## Personajes célebres
Entre los personajes relevantes de la cultura cubana que nacieron, residieron o residen en Guayos están los siguientes:
- Fayad Jamís, escritor y pintor nacido en México, sin dudas el guayense más universal. "El moro" (como era conocido) vino a vivir a Guayos a los tres años y se marchó a conocer mundo siendo ya un joven.
- Tomás Álvarez de los Ríos, escritor y periodista, su novela "Las Farfanes" se desarrolla en Guayos y sus alrededores.
- Rafael Garriga, abogado, escritor y periodista ganador del "Premio UNEAC" con "El Pueblo de los Cien Problemas"; su obra "El gallo de todos los colores" es un vivo retrato de la historia de Guayos.
- Luis Alberto Acosta, talentoso y reconocido periodista.
- Crucelia Hernández, poetisa y compositora musical.
- Héctor Inocente Cabrera Bernal, más conocido por Macholín, ha escrito varios libros, su obra Jesús Menéndez, tabaco y azúcar escrita junto al ya fallecido Gabriel Cruz obtuvo el Gran Premio del concurso Jesús Menéndez.
- Noelio Ramos Rodríguez, narrador, poeta, dramaturgo y director artístico, ha publicado: Peldaño en el viento (2002), No todo en el bosque es Orégano (2004) y Al pan pan y al vino (2006).
- Kimany Ramos, poeta con publicaciones dentro y fuera de la Isla.
- Isbel González González, escritor.
- Jorge E. de la Torre Rodríguez, poeta y narrador.
- Osmel Rodríguez Garcia, narrador y decimista.

## Las Parrandas
El máximo exponente de la cultura guayense son las tradicionales Parrandas.
Surgidas en 1925, las Parrandas o Changüises o Changüíes de Guayos, desbordan las pasiones de los guayenses en un encuentro que cada año enfrenta de manera amistosa y festiva a dos barrios contrarios, La Loma y Cantarrana.
Estas fiestas fueron traídas desde la ciudad de Remedios por remedianos que llegaron a Guayos para trabajar en las vegas de tabaco. Con la particularidad de durar tan solo 24 horas, de amanecer a amanecer, las Parrandas de Guayos se caracterizan por sus majestuosas y artísticas carrozas, los gigantescos trabajos de plazas, la desmedida quema de fuegos pirotécnicos y las rítmicas congas callejeras.
Estas tradicionales fiestas, que cuentan ya con más de medio siglo de tradición, comienzan con los changüíses de cada uno de los barrios alternándose durante varios fines de semana hasta llegar a la noche final o la Parranda. Movidas por la rivalidad entre los barrios de La Loma, sus símbolos: El Chivo y el color rojo, y Cantarrana, sus símbolos: La Rana y el color verde, las Parrandas de Guayos han devenido en una rica actividad cultural de pueblo.
Desdichadamente con la nueva división político-administrativa en Cuba, Guayos pasó a formar parte del municipio de Cabaiguán, cuyo Gobierno pretendió hacer desaparecer estas tradiciones. Los changüíses han ido desapareciendo y las Parrandas han caído en un estado de decadencia. Sin embargo, el anhelo e inmenso deseo de los guayenses por mantener viva su tradición hace que esta aún se celebre, aunque de manera inconsistente y sin una fecha determinada seleccionada a capricho del Gobierno del Municipio de Cabaiguán.
Aun así los guayenses tratan de tener su noche de diversión y esplendorosa fantasía para de esa manera aliviar su trabajo cotidiano.

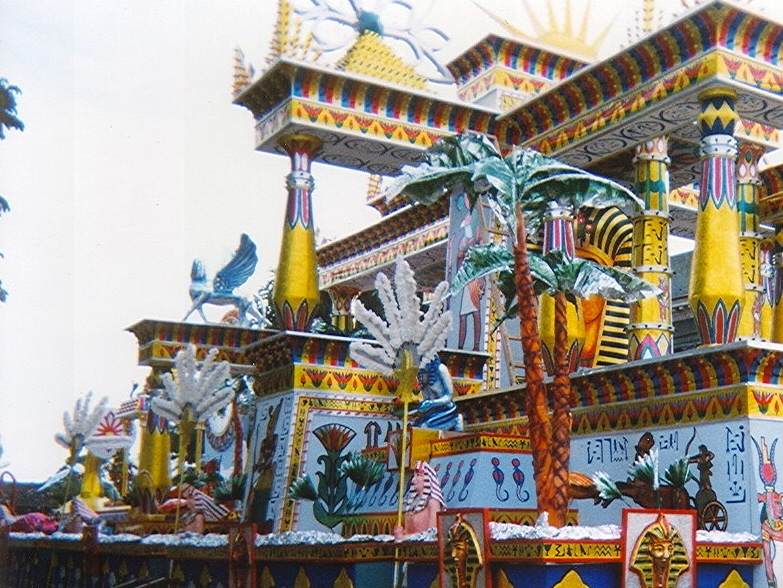
Amanecer en el Nilo
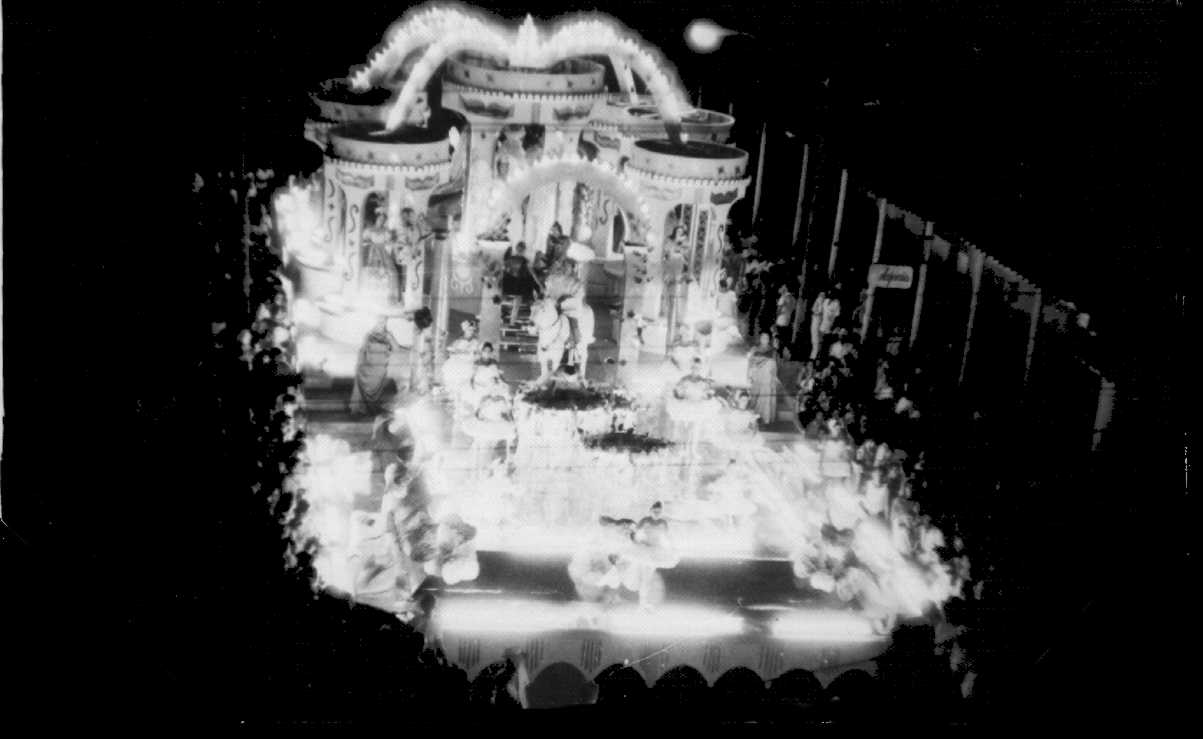
El lago de los Cisnes
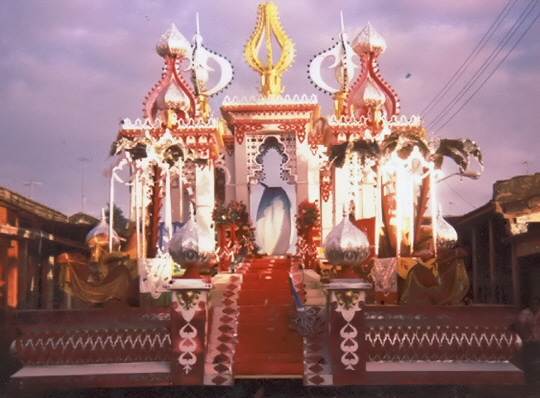
Los Jardines del Irán
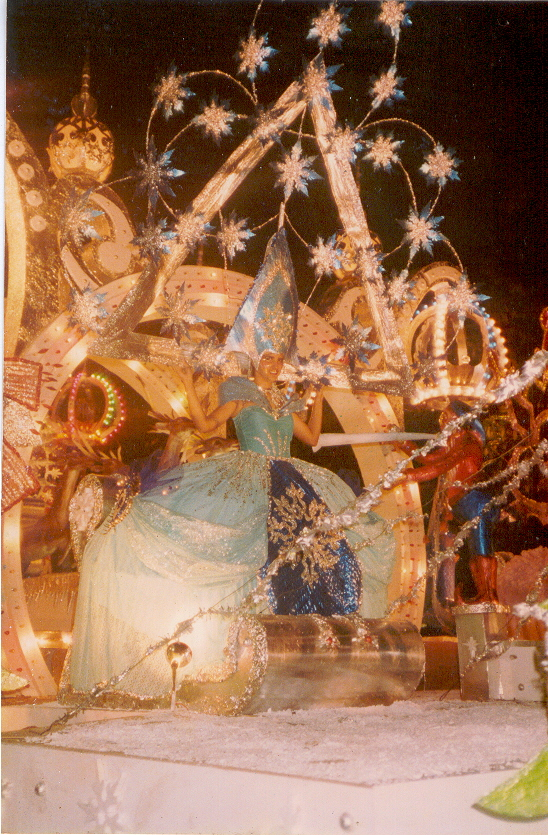
Sueños en noche de invierno
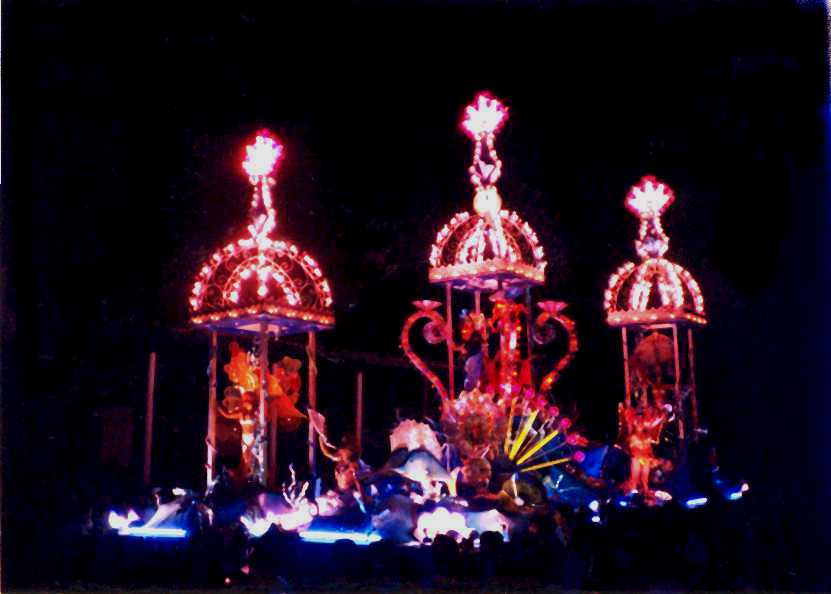
Pescadores de Perlas
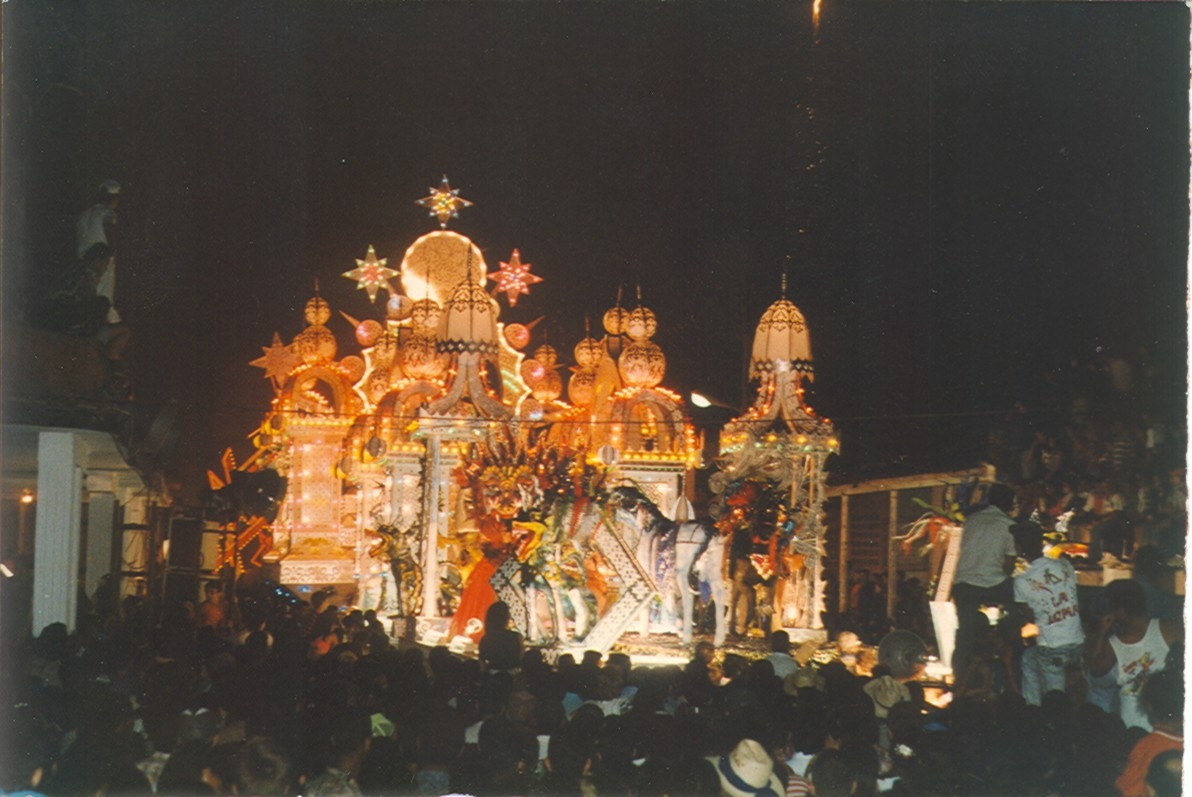
El hijo del viento
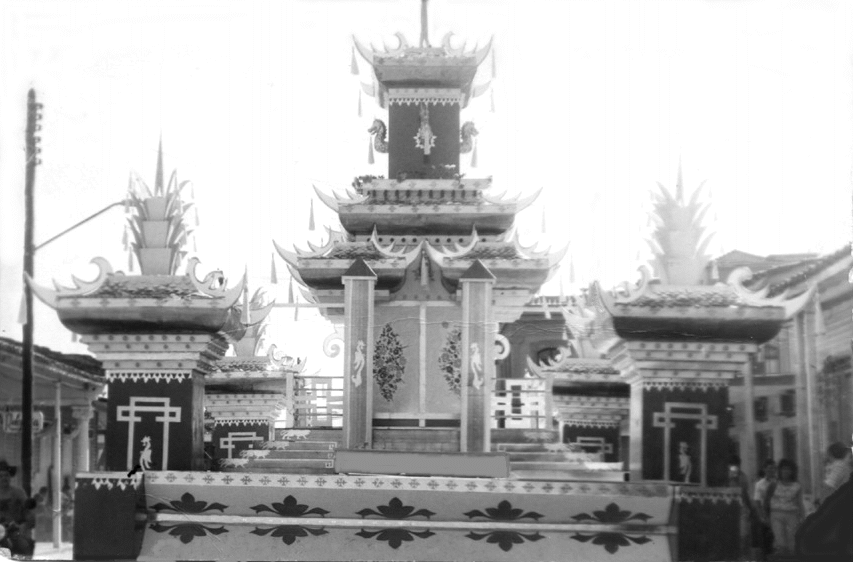
Kambaluc
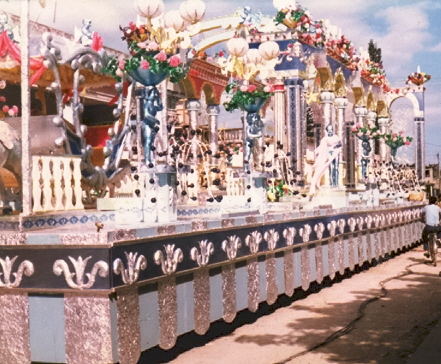
Emperatris de Austria